# Schaukelstuhl

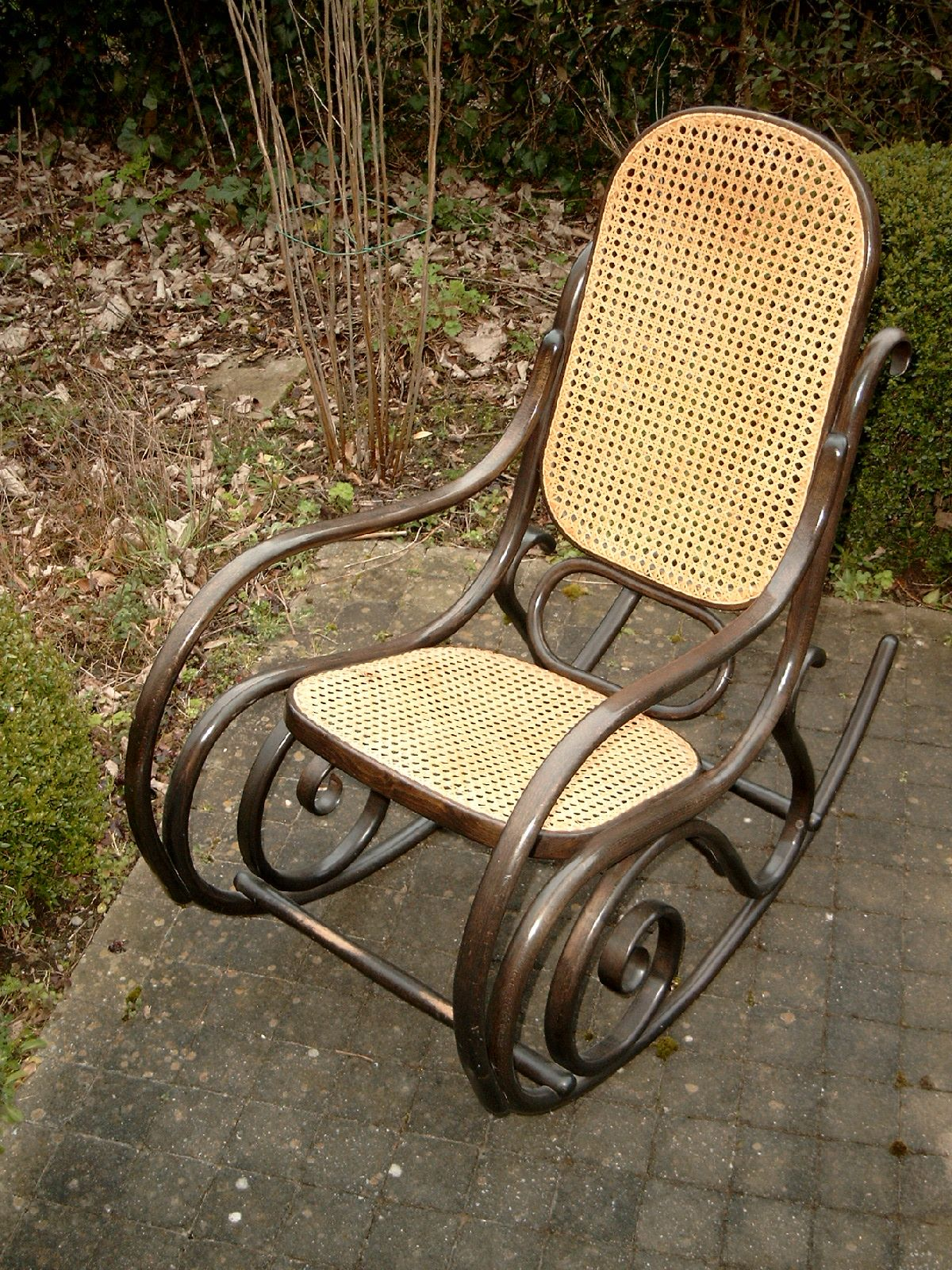
Thonets Schaukelstuhl ca. 1870

Ein Schaukelstuhl ist ein Stuhl, der auf gebogenen Kufen steht und in dem der Benutzer schaukelnde Bewegungen ausführen kann. Neuere Ausführungen ruhen auf federnden Metallröhren, die allerdings nur eine geringe Schaukelbewegung erlauben.

## Geschichte

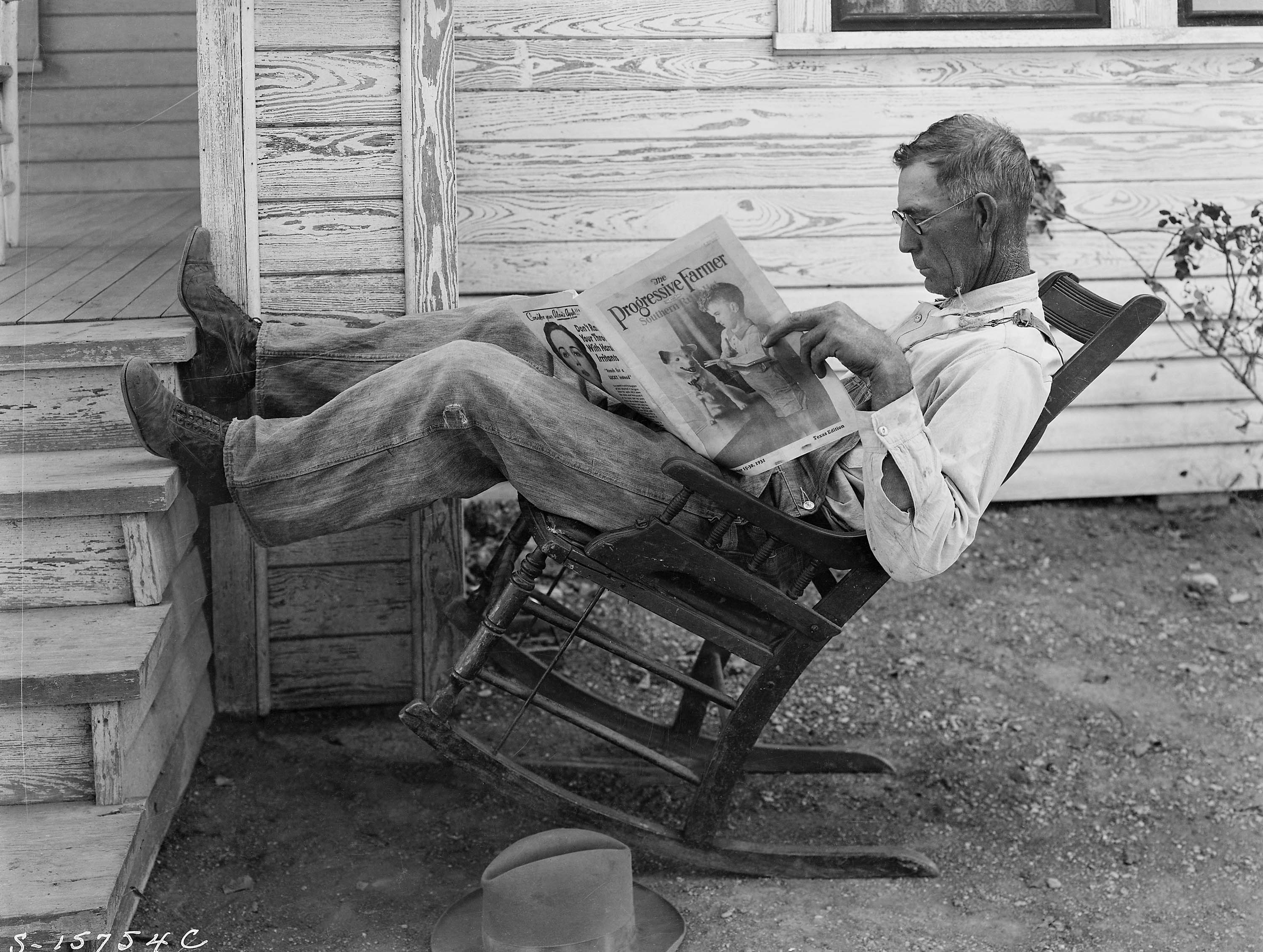
Farmer im Schaukelstuhl (Texas 1931)

Der erste Schaukelstuhl lässt sich in die Zeit der Pilgrim Fathers datieren, die ab 1620 in Massachusetts siedelten. Der aus dieser Zeit stammende „Shaker“-Schaukelstuhl der gleichnamigen Glaubensgemeinschaft gilt als der Urtyp dieses Möbelstücks (siehe dazu auch Shaker-Möbel). 
Die Erfindung des drehbaren Schaukelstuhls wird auch immer wieder Benjamin Franklin zugeschrieben, obwohl exakte Quellen nicht belegt sind. Tatsache ist, dass sich Benjamin Franklin (1780) einen Armlehnstuhl gebaut hatte. Dieser besaß Rollen, um ihn innerhalb der Bibliothek verschieben zu können. Die US-Präsidenten Abraham Lincoln und John F. Kennedy besaßen Shaker-Schaukelstühle.

## Herstellung

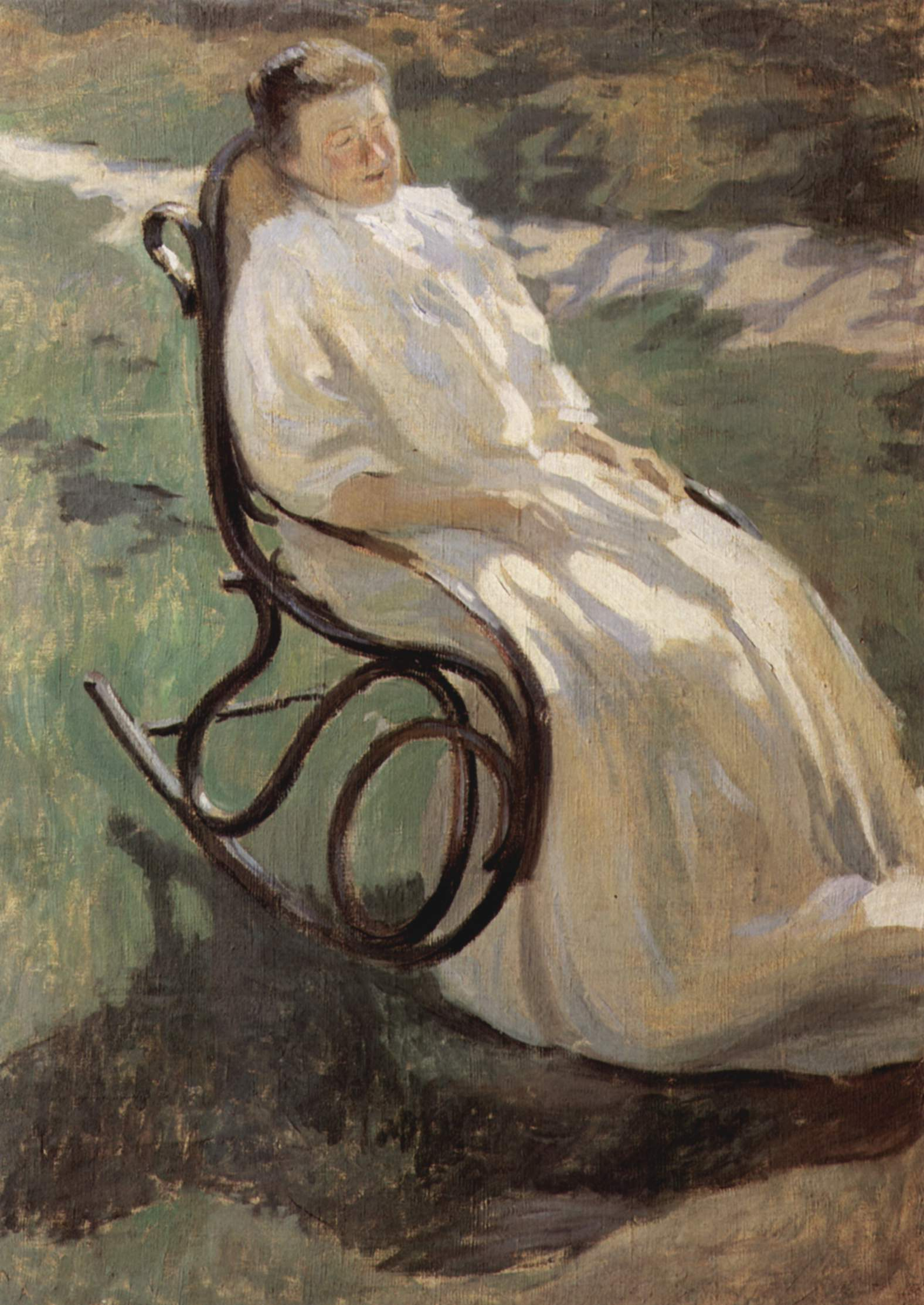
Frau im Schaukelstuhl (Gemälde von Borissow-Mussatow)

Bei dem berühmt gewordenen Schaukelstuhl Nummer 1 von Thonet bestehen die beiden Seiten aus über heißem Wasserdampf gebogenen Rundstäben aus Buche, deren Innerem mit kunstvoll verschnörkelten Stäben Stabilität verliehen wird. Dazwischen befinden sich zwei Rahmen aus viereckigen Profilen, die mit dem darüber gespannten Rohrgeflecht eine Sitzfläche und Rückenlehne ergeben. Da die Kosten für die Produktion eines solchen Stuhles zu hoch sein sollen, ist er nur noch auf Anfrage lieferbar.
Die Shaker-Schaukelstühle wurden aus Ahorn, Kirsche, Nussbaum und Pinie gefertigt. Mit einem neutralen Firnis behandelt oder einfach rot, blau, grün oder gelb gebeizt fanden sie enormen Absatz.
Ein Produkt der 1950er-Jahre ist der Strandstuhl des Schweizer Designers Willy Guhl. Die gebogene Form erinnert im Profil an den Thonet-Stuhl, innovativ sind die niedrige Sitzhöhe und die Herstellung des Stuhls aus einem Stück Faserzement. Bei dem Modell „Culla“ von Strässle des Designers Stefan Heiliger findet die Schaukelbewegung von links nach rechts statt, dieser Schaukelstuhl wird daher als „Wiegesessel“ bezeichnet.
Die Europäische Norm ISO 7174 regelt die Stabilität und Sicherheit von Schaukelstühlen.

## Medizin
Einer amerikanischen Studie zufolge trägt regelmäßiges Schaukeln dazu bei, schwer demenzkranke Menschen zu beruhigen. Zwischen der täglichen Dauer des Schaukelns und der Einnahme beruhigender Antidepressiva zeigte sich eine Beziehung. Je länger die Patienten schaukelten, desto stärker konnte die Dosis der Medikamente gesenkt werden. Die Schaukelstuhltherapie ist möglicherweise eine effektive und kostengünstige Methode, Menschen mit Demenz körperlich zu trainieren und zu stimulieren. Mehrere Schaukler können außerdem zur gleichen Zeit durch ein und dieselbe Person betreut werden. Den Effekt führt die Studie auf die Stimulation des Gleichgewichtsorgans zurück wie auch auf die bei Kleinkindern bekannte beruhigende Wirkung des Schaukelns.